# Николаевка (Столовский сельсовет)
Николаевка — упразднённая в октябре 1985 года деревня в Тамбовском районе Тамбовской области. Входила в состав Столовского сельсовета.

## География
Находилась в 4,5 км к востоку от села Столовое, у Николаевского ручья.

## Топоним
Известна также как Солдатская слобода.

## История
Деревня скорее всего столетиями была хуторами и была основана солдатами однодворцами в раннем конце XVIII века. Об этом свидетельствует Планы дач генерального и специального межевания:
«Сенные отхожие села Саютина коллежского асессора Ивана Платцова с прочими». Дата межевания: 8 августа 1763 года.
Впервые как деревня Николаевка упоминается в Населенных пунктах Тамбовского уезда за 1897 год, как деревня Солдатская слободка с населением 174 жителя.
В 1914 году деревня насчитывала 242 жителя, 129 десятин земли, престольный праздник 15 августа.
Во время Тамбовского восстания в Николаевке, также как и в других населённых пунктах большевики начали брать в заложники жителей деревни, а затем их убивать для того чтобы те начали выдавать повстанцев и выдавать зерно.
В годы коллективизации, в деревне рядом с одноимённым ручьём был образован колхоз «Заветы Ильича».
В связи с развёртыванием в действии политики ликвидации неперспективных деревень деревня: «Решением исполкома областного Совета от 23 октября 1985 года № 393 исключена из перечня населенных пунктов области».

## Население
В 1910 году, согласно адрес-календарю деревня насчитывала 44 двора с населением 329 жителей.
В 1911 году, согласно епархиальным сведениям деревня насчитывала 35 дворов с населением мужского пола — 101, женского 114, находилась в 4 верстах от церкви.
Согласно Всесоюзной переписи 1926 года деревня насчитывала 317 жителей с 57 домохозяйствами.
В 1932 году деревня насчитывала 286 жителей.

## Инфраструктура
В 1941 году деревня насчитывала 56 домохозяйств, имелась школа.

## Транспорт
Находилась рядом с промышленной железной дорогой, которая соединяла Кёршу и ж-д станцию Платоновка. Её строительство было обусловлено добычей торфа в тех местах. В настоящее время эта ж-д дорога разобрана, в силу экономических причин.
Просёлочная дорога.